# 381 a. C.
El año 381 a. C. fue un año del calendario romano prejuliano. En el Imperio romano se conocía como el Año del Tribunado de Camilo, Albino, Albino, Medulino, Flavo y Ambusto (o menos frecuentemente, año 373 Ab urbe condita).

## Acontecimientos

### Grecia
- Esparta incrementa su dominio en la Grecia central al restablecer la ciudad de Platea que Esparta había destruido en 427 a. C.

### Imperio persa
- Los generales persas, Tiribazo y Orontes, invaden Chipre, con un ejército mucho más grande que ningún otro que pudiera reunir el rey Evagoras I de Chipre. Sin embargo, Evagoras I consigue cortar los suministros de esta fuerza, y las tropas que pasan hambre se rebelan. No obstante, la guerra entonces se vuelve en favor de los persas cuando la flota de Evagoras I es destruida en la Batalla de Citio (Larnaca, Chipre). Evagoras I huye a Salamina, donde consigue concluir una paz que le permite permanecer nominalmente rey de Salamina, aunque en realidad él es un vasallo del rey persa.

### República Romana
- El distrito de Túsculo es pacificado después de una revuelta contra Roma y conquistado. Después de una expresión de completa sumisión a Roma, el pueblo de Túsculo se convierte en el primer «municipium cum suffragio», y de ahí que la ciudad siga conservando el rango de un municipio.

- Datos: Q228170